# Alfabeto latino somali
O Alfabeto latino somali é um alfabeto baseado no alfabeto latino e é uma das formas de escrever o idioma Somali.

## Forma
O alfabeto latino somali usa todas as letras do alfabeto latino inglês, exceto p, v e z. Não há sinais diacríticos ou outros caracteres especiais, embora inclua três dígrafos consoantes: DH, KH e SH. O tom não está marcado e uma parada glótica inicial da palavra também não é exibida. Letras maiúsculas são usadas para nomes e no início de uma frase.
Como não há regulação central da linguagem, há alguma variação na ortografia, sendo os finais -ay e -ey particularmente intercambiáveis.
O alfabeto latino somali, que segue uma ordem baseada em árabe, é visto na tabela a seguir. Os nomes das letras (com seus equivalentes em árabe) estão escritos na tabela a seguir.
| Alfabeto | Nome | Equivalente no Alfabeto Árabe | Pronúncia  |
| -------- | ---- | ----------------------------- | ---------- |
| '        |      | ء                             | /ʔ/        |
| B        | ba   | ﺏ                             | /b/        |
| T        | ta   | ﺕ                             | /t/        |
| J        | ja   | ﺝ                             | /d͡ʒ/       |
| X        | xa   | ﺡ                             | /ħ/        |
| KH       | kha  | ﺥ                             | /χ/        |
| D        | da   | د                             | /d/        |
| R        | ra   | ر                             | /r/        |
| S        | sa   | ﺱ                             | /s/        |
| SH       | sha  | ﺵ                             | /ʃ/        |
| DH       | dha  | ط ou ظ                        | /ɖ/        |
| C        | ca   | ﻉ                             | /ʕ/        |
| G        | ga   | غ                             | /ɡ/        |
| F        | fa   | ف                             | /f/        |
| Q        | qa   | ﻕ                             | /q/        |
| K        | ka   | ﻙ                             | /k/        |
| L        | la   | ﻝ                             | /l/        |
| M        | ma   | ﻡ                             | /m/        |
| N        | na   | ن                             | /n/        |
| W        | wa   | و                             | /w/        |
| H        | ha   | ه                             | /h/        |
| Y        | ya   | ﻱ                             | /j/        |
| A        | a    |                               | /æ/ ou /ɑ/ |
| E        | e    |                               | /e/ ou /ɛ/ |
| I        | i    |                               | /i/ ou /ɪ/ |
| O        | o    |                               | /ɞ/ ou /ɔ/ |
| U        | u    |                               | /ʉ/ ou /u/ |

O alfabeto somali carece de equivalentes às letras árabes th '' ('), dhal ('), zāy (ز), 'ad (ص),' ad (ض) e '').
Os seguintes elementos do alfabeto somaliano não são símbolos AFI em suas versões em letras minúsculas ou possuem valores divergentes dos símbolos AFI:
J - / d͡ʒ /
X - / ħ /
KH - / χ /
SH - / ʃ /
DH - / ɖ /
C - / ʕ /
W - / w / ou o segundo elemento em um ditongo
Y - / j / ou o segundo elemento em um ditongo
A - / æ / ou / ɑ /
E - / e / ou / ɛ /
I - / i / ou / ɪ /
O - / ɞ / ou / ɔ /
U - / ʉ / ou / u /